# Amastris compacta
Amastris compacta är en insektsart som beskrevs av Walker. Amastris compacta ingår i släktet Amastris och familjen hornstritar. Inga underarter finns listade i Catalogue of Life.